# Chuck Edwards
Pour les articles homonymes, voir Edwards.
Charles Marion Edwards dit Chuck Edwards, né le 13 septembre 1960 à Waynesville (Caroline du Nord), est un homme politique américain. Membre du Parti républicain, il est élu au Sénat de Caroline du Nord en 2016 avant d'entrer à la Chambre des représentants des États-Unis en 2023.

## Biographie

### Carrière professionnelle et débuts en politique
Chuck Edwards est originaire du comté de Henderson, au sud d'Asheville en Caroline du Nord.
À la fin des années 1990, il acquiert sept restaurants McDonald's franchisés à Hendersonville, Canton et Brevard. Il possède d'autres sociétés, notamment dans le domaine du service client. En 2013, il prend la présidence de la chambre de commerce du comté de Henderson.
En août 2016, Chuck Edwards est nommé au Sénat de Caroline du Nord par le Parti républicain local après la démission du sénateur Tom Apodaca (en). Il est réélu sénateur en 2016, 2018 et 2020. Au Sénat, il préside notamment la commission sur l'agriculture et la commission du commerce.

### Représentant des États-Unis
En 2020, il envisage de se présenter à la Chambre des représentants des États-Unis mais renonce face au succès apparent du jeune Madison Cawthorn. Deux ans plus tard, il se porte candidat dans le 11e district de Caroline du Nord alors que le représentant sortant, Madison Cawthorn, se présente dans un nouveau district voisin. Après un redécoupage des circonscriptions, Chuck Edwards se retrouve face au sortant, Cawthorn, et plusieurs autres candidats républicains,,. Face aux nombreux scandales touchant Madison Cawthorn, Chuck Edwards reçoit le soutien de plusieurs personnalités du Parti républicain, dont le sénateur Thom Tillis. L'ancien président Donald Trump maintient toutefois son soutien au représentant sortant,. La différence entre Cawthorn et Edwards tient davantage à une différence de style qu'à des divergences de fond.
En mai 2022, Chuck Edwards remporte la primaire républicaine avec environ 33 % des voix contre 32 % pour Cawthorn, dépassant la barre des 30 % pour éviter un second tour. Dans une circonscription qui a donné 10 points d'avance à Donald Trump en 2020, il devient le favori de l'élection face à la démocrate Jasmine Beach-Ferrara. Lors de l'élection générale de novembre, il est élu avec environ 54 % des suffrages, devant la démocrate (44 %) et un candidat libertarien (2 %).